# Iao Lethem
Pour les articles homonymes, voir Lethem (homonymie).
Iao Lethem est un réalisateur et scénariste belge, né le 19 mai 1972 à Etterbeek.
Il est le fils du cinéaste expérimental Roland Lethem et de la directrice de casting Gerda Diddens. Il est le frère de l'actrice Circé Lethem.
Il a notamment tourné :
- Psssst ! (1999), 6'
- Mamaman (2002)
- Les œufs brouillés (2005)